# Bandera de Xipre
La bandera de Xipre actual va ser adoptada de forma oficial el 16 d'agost de 1960, arran dels acords de Zuric i Londres que van proclamar la independència de la República de Xipre.
La bandera és de caràcter neutral, de fons blanc, mostra un mapa de l'illa sencera, en color coure, símbol del metall que va donar fama a l'illa durant tota la seva història i del qual se'n deriva el nom. Sota l'illa apareixen dos branques d'olivera, que, amb el color del fons, simbolitzen l'esperit de pau del nou estat, on convivien grecs i turcs. Malauradament, aquesta pau no ha arribat encara entre les dues comunitats rivals.

## Disseny i aprovació
Abans de 1960, les comunitats del país feien onejar les banderes de Grècia i Turquia. Amb la independència però, es convocà un concurs per a l'elecció d'un disseny únic. En les bases del concurs es va fer constar la prohibició de fer servir els colors blau o vermell, així com la inclusió d'una creu o una lluna creixent. La intenció era evitar tota referència a una o altra comunitat i escollir una bandera neutral.
El disseny guanyador de la bandera fou proposat per un pintor i mestre d'escola turcoxipriota, İsmet Güney. L'aprovació oficial fou signada pel president de la República, Macari III, el 1960, amb el vistiplau del sots-president, Fazil Küçük.
Segons la Constitució de Xipre, la bandera ha d'onejar a tots els edificis de l'administració pública, ja sigui exclusivament o amb les banderes de Grècia i Turquia al costat. De la mateixa manera, tots els ciutadans xipriotes poden fer onejar la bandera nacional amb alguna de les altres dues al costat.
Tot i aquestes lleis però, en l'actualitat la bandera és vista com un símbol exclusiu dels grecoxipriotes, essent el seu ús molt limitat o nul a la República Turca de Xipre del Nord, que utilitza una basada en la bandera de Turquia, però usant també el fons blanc.